# テオフィロ・イルデフォンソ
テオフィロ・E・イルデフォンソ（Teófilo E. Yldefonso、1903年11月5日 - 1942年6月19日）は、フィリピンの平泳ぎの水泳選手。イルデフォンソはフィリピン人として最初にオリンピックのメダルを獲得した人物であり、また、フィリピン人として唯一、複数のメダルを獲得した人物である。姓は、Yldefonzo、Ildefonso などと綴られる場合もある。
イルデフォンソは、ルソン島北部の北イロコス州ピディグ(Piddig)で、三人兄弟の次男として生まれた。2009年に102歳で没した弟テオドーロ(Teodoro)の証言によれば、テオフィロ・イルデフォンソは17歳のときにアメリカ合衆国統治下のフィリピン人部隊であったフィリピン・スカウツ(Philippine Scouts)に入隊したという。

## 水泳選手として
イルデフォンソは、1928年アムステルダムオリンピックにおいて、男子200m平泳ぎで最初の銅メダルを獲得し、1932年ロサンゼルスオリンピックでも、同種目で2つ目の銅メダルを獲得した。1936年ベルリンオリンピックでは、予選で新記録を出しながら、決勝では7位にとどまった。
全盛期の体格は、身長5 ft 7 in (1.70 m)、体重160ポンド (73 kg)であったという
イルデフォンソの全盛期、男子平泳ぎでは日本選手が数多く活躍していた。イルデフォンソが銅メダルを獲得した2回のオリンピックとも、この種目で金メダルを獲得したのは日本の鶴田義行であり、ロサンゼルスオリンピックでは銀メダルも小池禮三が獲得していた。さらにベルリンオリンピックでも、金メダルを葉室鐵夫、銅メダルを小池禮三が獲得していた。イルデフォンソは、こうした全盛期の日本競泳陣にとって有力なライバル選手のひとりであった。

## 第二次世界大戦
第二次世界大戦の開戦直後、尉官となっていたイルデフォンソはバターンで日本軍の侵攻に抗戦した。捕虜となったイルデフォンソは、バターン死の行進を生き延びたものの、後にタルラック州カパス(Capas)の捕虜収容所で死んだ。その後、遺体は回収されなかった。
2006年2月14日、生地ピディグに、水泳選手として、また、戦争の英雄としてイルデフォンソを讃える記念碑が建立された。